# Aroundtown
Die Aroundtown SA ist ein in Luxemburg ansässiges Unternehmen mit operativem Hauptsitz in Berlin-Tegel, das Anteile an Gewerbeimmobilien insbesondere in Deutschland und den Niederlanden hält. Der Schwerpunkt liegt auf Büro-, Hotel- und Gewerbeimmobilien. Über eine Beteiligung an der Grand City Properties S.A. ist das Unternehmen im Wohnimmobiliensektor aktiv. Zudem hält Aroundtown eine Mehrheitsbeteiligung (98 %) an dem Hotelimmobilienspezialisten Primecity Investment PLC.
Mit einem gewerblichen Immobilienportfolio im Wert von etwa 27,89 Mrd. Euro ist Aroundtown SA eines der größten Gewerbeimmobilienunternehmen Deutschlands.

## Geschichte
Das Unternehmen wurde 2004 von Yakir Gabay gegründet und war bis September 2017 als Aroundtown Property Holdings PLC in Larnaka (Republik Zypern) ansässig.
Das Unternehmen ist seit Juni 2015 an der Börse und seit Juni 2017 im Frankfurter Prime Standard gelistet. Im September 2017 wurde Aroundtown in den SDAX der Deutschen Börse aufgenommen, im März 2018 in den MDAX.
2019 wurde das Unternehmen Aroundtown Hauptsponsor des deutschen Fußballvereins 1. FC Union Berlin.
Im November 2019 gab Aroundtown bekannt, mit TLG Immobilien fusionieren zu wollen. Ende Januar 2020 meldete Aroundtown eine erfolgreiche Übernahme und ist somit aktuell der größte Anbieter von Büroimmobilien in Europa. Das Unternehmen hält nach der Fusion Immobilien im Wert von 25 Milliarden Euro.

## Objekte
Aroundtown veröffentlicht keine Liste der Beteiligungen. Der Geschäftsbericht für das erste Quartal 2017 nennt Gebäude im Wert von 3,8 Mrd. EUR als direktes Eigentum sowie die Anteile an der Grand City Properties, welche Immobilien im Wert von 5 Mrd. EUR besitzt.
Das Portfolio des Unternehmens besteht zu 41 % aus Gewerbeimmobilien, 32 % aus Wohnimmobilien, 20 % aus Hotelimmobilien und 7 % aus Logistik und andere Klassen.
Eine Auswahl an Objekten:

### Berlin
- Platinum, Sachsendamm 2–7, Bürohaus[13]
- Reichpietschufer 86, Bürogebäude
- Schwarzkopf-Fabrik, Büro- und Lagerräume[13]
- Der Clou, Einkaufszentrum[13]
- Marktplatz Center Hellersdorf, Einkaufszentrum
- Park Center Treptow, Einkaufszentrum[13]
- Schiller Park Center, Einkaufszentrum[13]
- Hotel Hilton
- Hotel Bristol[15]
- Soorstraße 80, Bürogebäude[16]

### Bochum
- Uni-Center[17]

### Dortmund
- Alte Post, Bürogebäude[13]
- Westfalen-Center, Einkaufszentrum

### Frankfurt
- Lurgihaus[18]
- InterContinental Frankfurt[19]

### Hannover
- Altbau des Pelikan-Gebäudes im Pelikanviertel
- Bürogebäude der Solvay AG in der Hans-Böckler-Allee[13]

### Leipzig
- Strohsack-Passage, Leipzig, Einkaufszentrum[13]
- City-Hochhaus Leipzig, Bürohochhaus[13]

### Nürnberg
- Seminaris Hotel ehem. Hilton Nuremberg